# أرانثويكي
بلدية أرانثويكي (بالإسبانية: Aranzueque) هي بلدية تقع في مقاطعة غوادالاخارا التابعة لمنطقة كاستيا لا مانتشا وسط إسبانيا.

## الديموغرافيا
بلغ عدد سكان بلدية أرانثويكي 465 نسمة عام 2011 (وفقاً للمعهد الوطني الإسباني للإحصاء).
| 369 | 384 | 375 | 385 | 419 | 443 | 465 |